# Jean-Pierre Rampal
Jean-Pierre Rampal (Marsella, Francia, 7 de enero de 1922 - París, Francia 20 de mayo de 2000) fue un flautista francés, reconocido por devolver a la flauta su popularidad como instrumento clásico solista, popularidad que no tenía desde el siglo XVIII.

## Biografía
Rampal nació en Marsella, donde su padre, Joseph Rampal, era primer flautista en la Orquesta sinfónica y profesor en el Conservatorio. Aunque no tenía la motivación para llegar a ser músico profesional, su padre le enseñó desde que el joven Jean-Pierre tenía 12 años. A los 16 obtuvo su primer premio como flautista. En el mismo año que dio su primer recital, las fuerzas de ocupación nazis le enviaron a hacer trabajos forzados a Alemania, pero en vez de ello pasó a la clandestinidad y se dirigió a París. Allí decidió seguir cursos en el Conservatorio Nacional y cinco meses después se graduó con el primer lugar de la competición anual de flautistas, premio que Joseph, su padre, ya había ganado antes en 1919.
En 1945, Rampal fue invitado a tocar un concierto de flauta junto con la Ópera de París y de esta forma adquirió cierta fama y experiencia. Durante los diez años siguientes Rampal se dedicó a ser intérprete solista, y al terminar la guerra decidió dar una serie de conciertos. Empezó en Francia pero después, en 1947, actuó en Suiza, Austria, Italia, España y los Países Bajos junto con su compañero pianista Robert Veyron-Lacroix, a quien había conocido en 1946.
En 1955 se convierte en primer flautista de la Opéra de París y luego desarrolla sus actividades como solista o músico de cámara. Fundó el Conjunto Barroco de París y el Quinteto de Viento Francés. A principios de los años 60 Rampal era considerado el más virtuoso flautista internacional, pues trabajaba con las mejores orquestas del mundo en ese tiempo, pero siguió reviviendo la música, sobre todo barroca, como había hecho desde 1945. Durante los 60 y hasta finales de los 80 tuvo mucha fama, sobre todo en América y Japón. Durante la década de los 60 fue inclusive considerado el príncipe de los flautistas.
En 1969 fue nombrado profesor del Conservatorio de París y durante los veranos ofreció cursos en la Academia Internacional de Niza. Colaboró con otros artistas, como Isaac Stern, Yehudi Menuhin y Mstislav Rostropóvich, y dirigió algunas orquestas. 
En 1978 gana el premio Sonning Award en Dinamarca. A partir de 1980 se abrió el Concurso de Flauta Jean-Pierre Rampal, que desde ese año concede premios a los mejores flautistas del mundo. 
Rampal fue un promotor incansable del repertorio para flauta, sobre todo del barroco y del clasicismo. Gracias a su labor, la flauta recupera un sitial en el circuito de conciertos al mismo nivel que el piano o el violín. Grabó prácticamente todas las obras importantes para el instrumento, llegando a sumar más de 50 discos. También abordó arreglos y transcripciones e incursionó en el jazz, el folclore, la música popular y la música oriental. Hubo varios compositores que le dedicaron partituras, entre otros Jolivet, Francaix, Martinon, Poulenc y Boulez, y a comienzos de los 90 estrenó el Concierto para flauta de Krzysztof Penderecki.
De esa manera en 1998 y 1999 dio sus últimos conciertos, entre ellos, un magno concierto en el llamado Teatro de los Campos Elíseos en París. Su último concierto público lo realizó en el Teatro Villamarta, de Jerez de la Frontera (España), el 26 de noviembre de 1999 a la edad de 77 años junto a Claudi Arimany y Michael Wagemans con obras de Bach, Mozart, Kuhlau y Mendelssohn. Su última grabación en 1999 fue de tríos y cuartetos con el trío Pasquier y con su discípulo predilecto, el flautista catalán Claudi Arimany, continuador de su legado musical.
En mayo de 2000, Jean-Pierre Rampal muere de un problema cardíaco a los 78 años.
En 2005 fue creada la Asociación Jean-Pierre Rampal para continuar el estudio de la flauta solista y como apreciación a la contribución de Rampal a la interpretación de este instrumento.